# John Searle

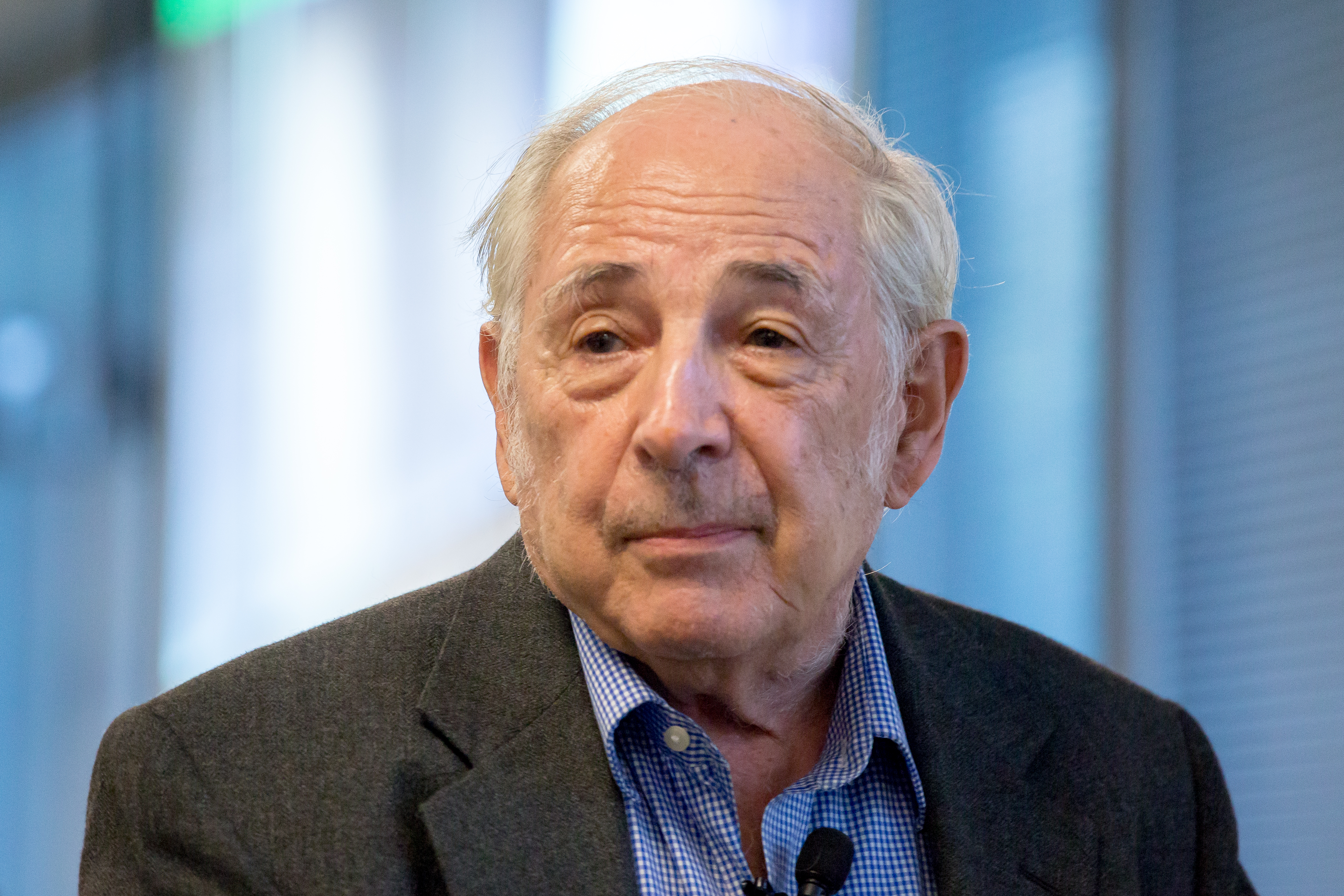
John Searle (2015)

John Rogers Searle [sɜrl] (* 31. Juli 1932 in Denver, Colorado) ist ein US-amerikanischer Philosoph. Seine Hauptarbeitsgebiete sind die Sprachphilosophie, die Philosophie des Geistes, Sozialontologie sowie Teile der Metaphysik. Searle war Professor für Philosophie an der University of California, Berkeley.

## Leben

### Werdegang
Searles Vater war G.W. Searle, ein Elektroingenieur bei AT&T, seine Mutter Hester Beck Searle war Medizinerin. Searle begann sein Studium der Philosophie, Politologie und Wirtschaftswissenschaft 1949 mit siebzehn Jahren an der University of Wisconsin. Ab 1952 setzte er es mit einem Rhodes-Stipendium an der Oxford University fort. Hier besuchte er Veranstaltungen von John Langshaw Austin und Peter Strawson. In Oxford lehrte Searle von 1956 bis 1959 am Christ Church College. Mit seiner von Peter Geach betreuten Dissertation über Sinn und Bezug wurde Searle 1959 zum Ph.D. promoviert.

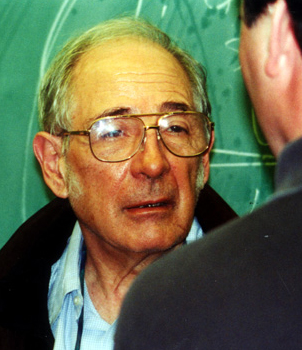
John Searle (2002)

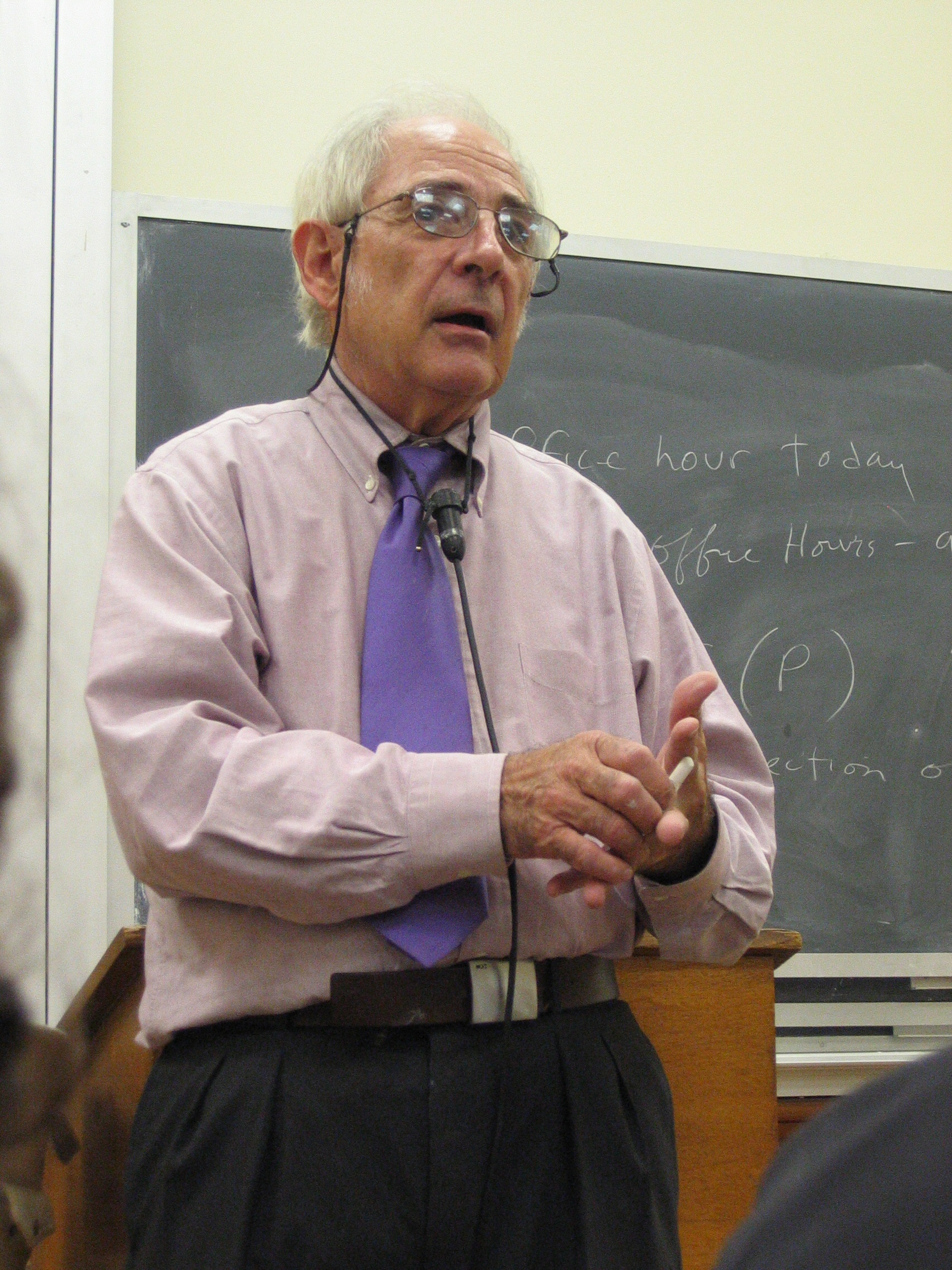
John Searle (2005)

Im selben Jahr wurde er mit nicht einmal 30 Jahren als Professor an die renommierte University of California, Berkeley, berufen. Der dortigen Philosophischen Fakultät gehörte er mehr als 50 Jahre an. In Berkeley unterstützte Searle die aufkommenden Studentenproteste und wurde zum ersten festangestellten Professor, der am Free Speech Movement partizipierte. 1969 publizierte Searle sein sprachphilosophisches Hauptwerk Speech Acts, das unter anderem weit in die Linguistik hineinwirkte. In den Folgejahren wandte sich Searle anderen Themengebieten zu, so unter anderem der Philosophie des Geistes, in der er wiederholt Kritik an reduktionistischen Ansätzen übte.

### Auszeichnungen (Auswahl)
1977 wurde Searle in die American Academy of Arts and Sciences gewählt. Für seine Arbeiten zur Philosophie des Geistes erhielt er 2000 den Jean-Nicod-Preis. 2010 wurde er Mitglied der American Philosophical Society. 2013 wurde er auf die Albertus-Magnus-Professur der Universität zu Köln berufen.

### Sexualisierte Gewalt
Im März 2017 wurden Vorwürfe gegenüber Searle wegen sexualisierter Gewalt gegen eine 24-jährige Mitarbeiterin öffentlich. In diesem Zusammenhang wurden mehrere weitere entsprechende Fälle bekannt. Die Direktorin des John Searle Center for Social Ontology erklärte, Searle habe mehrfach sexuelle Beziehungen zu Studentinnen im Austausch für akademische und finanzielle Vorteile gehabt. Der UC Berkeley wurde vorgeworfen, nicht angemessen reagiert und die Vorfälle vertuscht zu haben. 2019 wurde Searle durch das Präsidium der UC Berkeley wegen sexueller Belästigung einer ehemaligen Studentin und Mitarbeiterin im Jahr 2016 für schuldig befunden, woraufhin ihm die Mitgliedschaft der Universität und sein Status als emeritierter Professor entzogen wurden.

## Leistungen

### Sprachphilosophie

#### Sprechakte und Alltagssprache
Searle gilt zusammen mit John L. Austin, William P. Alston, Kent Bach und Robert M. Harnish als ein wichtiger Vertreter der Sprechakttheorie.
Die Sprechakttheorie ist Searle zufolge von entscheidender Bedeutung für eine Theorie der sprachlichen Bedeutung aufgrund von Annahmen wie der folgenden: „Sprechen bedeutet Sprechakte auszuführen – Akte wie z. B. Behauptungen aufstellen, Befehle erteilen, Fragen stellen, Versprechen machen usw., und auf abstrakterer Ebene Akte wie z. B. Hinweisen und Prädizieren –, und dass die Möglichkeit dieser Akte allgemein auf bestimmten Regeln für den Gebrauch sprachlicher Elemente beruht und der Vollzug dieser Akte diesen Regeln folgt.“

#### Sprachregeln
Searle schreibt in seinen Ausführungen über Sprechakte auch häufig über Regeln. Er übernimmt die von G.C.J. Midgley in Linguistic Rules (1959) eingeführte Unterscheidung zwischen regulativen und konstitutiven Regeln. Danach schaffen konstitutive Regeln neue Verhaltensweisen, während regulative Regeln schon bestehende Handlungsweisen regulieren. So wird etwa der Straßenverkehr durch Regeln geleitet, doch keine dieser Regeln ist eine notwendige Bedingung für Straßenverkehr. Im Kontrast dazu sind die Regeln des Schachspiels konstitutiv: Wer die Regeln des Schachspielens nicht befolgt, kann nicht Schach spielen, er kann allenfalls ein anderes Spiel auf einem Schachbrett spielen. Midgleys „Linguistic Rules“ folgend, behauptet Searle weiter, dass auch die Sprache durch konstitutive Regeln geschaffen wird, womit der Begriff der Regel zum zentralen Element von Searles Bedeutungstheorie wird. Er erklärt, „dass eine Sprache sprechen bedeutet, Sprechakte in Übereinstimmung mit Systemen konstitutiver Regeln zu vollziehen“.
Obwohl der Rekurs auf Regeln an Ludwig Wittgensteins Spätphilosophie orientiert ist, gibt es wichtige Unterschiede zwischen beiden Philosophen: Searle würde gerne eine Systematik sprachlicher Regeln formulieren, während Wittgenstein einen derart systematisierenden Zugang zur Alltagssprache wohl als illusionär verworfen hätte. Die systematisierenden Bemühungen Searles haben zwar für die linguistische Forschung sehr produktiv gewirkt, bleiben jedoch als sprachphilosophisches Projekt umstritten.
Bis heute bleibt die Behauptung umstritten, sprachliche Bedeutung bestehe in der Existenz von (konstitutiven oder anderen) Regeln. So ist zu fragen, wie man sich Entstehung und Geltung solcher sprachlichen Regeln vorzustellen habe. Sie wurden, so kann man argumentieren, (im Gegensatz zu Spiel- oder Verkehrsregeln) nie explizit formuliert und aufgezeichnet, vielmehr müssen die Sprachregeln in der Praxis implizit enthalten sein. Ein kompetenter Sprecher kann den Regeln seiner Sprache folgen, ohne diese Regeln explizit zu kennen. Diese Probleme haben etwa Donald Davidson dazu geführt, den Regelbegriff abzulehnen. Robert Brandom hält hingegen am Regelbegriff fest und versucht zu zeigen, wie sich sprachliche Regeln aus einer gemeinschaftlichen Praxis ergeben.
Matthias Ohler hat explizit auf den methodischen Status des Regelbegriffs als Vergleichsangebot in Wittgensteins Philosophie hingewiesen und auf die systematischen Probleme, wenn man einen technischen Regelbegriff daraus macht, wie es in der Sprechakttheorie Searles und verwandter Denkrichtungen (Noam Chomskys Universalgrammatik etwa) passiert. Konsequent muss die absurde Behauptung aufgestellt werden, man könne Regeln folgen, ohne sie formulieren zu können (unabhängig von irgendeinem Maß der Exaktheit der Formulierung).

#### Illokutionäre Akte
John L. Austin folgend behauptet Searle, dass der illokutionäre Akt ein zentraler Aspekt von jedem Sprechakt sei. Worin er genau besteht, bleibt bei Searle allerdings unklar. Dieser Aspekt wird jedenfalls ergänzt durch ein propositionales Gebilde, auf dessen Untersuchung sich die Sprachphilosophie über eine längere Zeit beschränkt hat. Unter einer Proposition versteht man in der Sprechakttheorie den Gehalt eines Sprechaktes, der einen Bezug zur Welt herstellt. Im Deutschen können Propositionen mit dem Halbsatz dass p ausgedrückt werden. Beispiele sind etwa dass Napoleon grausam war oder dass Gras grün ist. Für eine vollständige Sprechhandlungsbeschreibung muss zu der Spezifikation der Proposition noch eine Spezifikation eines illokutionären Akttyps hinzutreten. Einige Beispiele: Man kann hoffen, behaupten, versprechen, oder befürchten, dass p. Durch diese verschiedenen illokutionären Aspekte können sehr verschiedene Sprechhandlungen mit der gleichen Proposition ausgeführt werden. Searle macht dies anhand des folgenden Beispiels deutlich:
1. Sam raucht gewohnheitsmäßig.
2. Raucht Sam gewohnheitsmäßig?
3. Sam, rauche gewohnheitsmäßig!
4. Würde Sam doch gewohnheitsmäßig rauchen![9]

All diese Beschreibungen drücken die gleiche Proposition aus, nämlich dass Sam gewohnheitsmäßig raucht. Sie unterscheiden sich jedoch in ihren illokutionären Aspekten: Im ersten Satz wird behauptet, in den folgenden gefragt, befohlen und gewünscht. Searle versucht nun die Regeln der verschiedenen illokutionären Akte herauszuarbeiten. Zu diesem Zweck präsentiert er seine Analyse eines (angenommenen) illokutionären Aktes, nämlich, des Versprechens. Damit ein Sprechakt ein Versprechen sein kann, müssen zahlreiche Bedingungen erfüllt sein. Einige Beispiele: Um einer Person p versprechen zu können, muss der Adressat p dem Ausbleiben von p vorziehen – sonst hätten wir es mit einer Drohung und keinem Versprechen zu tun. Zu einem Versprechen gehört ebenfalls die Absicht einer Handlungsausführung. In all diesen Bedingungen sind nach Searle die konstitutiven Regeln der Sprache enthalten, die es aufzudecken und zu beschreiben gilt.

#### Propositionale Akte
Searles Bestimmung des Propositionalen Aktes deckt sich nicht mit Austins Begriff des Rhetischen Aktes. Der wesentliche Unterschied besteht darin, dass Austins rhetischer Akt ein Aspekt des reinen „Etwas Sagens“ ist, während Searles Propositionaler Akt ein Aspekt des Sprechaktes ist (nach allgemeiner Auffassung wird ein Sprechakt 'mithilfe' des Etwas-Sagens vollzogen, geht also darüber wesentlich hinaus). Der Propositionale Akt kann bestimmt werden „als das, wovon die Kommunikationshandlung handelt“, (also das, wonach bei einer Frage gefragt, was in einer Behauptung behauptet wird etc.) man spricht auch vom „propositionalem Gehalt“. Der Propositionale Akt wird unterschieden in die beiden Akte der Referenz und der Prädikation.

### Philosophie des Geistes

#### Intentionalität

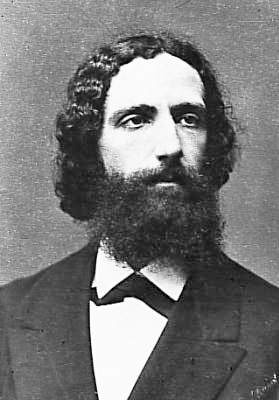
Franz Brentano führte das Problem der Intentionalität in die moderne Philosophie ein

Das Phänomen der Intentionalität ist, Searles eigener Auffassung zufolge, das Bindeglied zwischen seiner Sprachphilosophie und seiner Philosophie des Geistes. Der Begriff der Intentionalität wurde von Franz Brentano in die moderne philosophische Debatte eingeführt. Brentano definierte „Intentionalität“ als das Merkmal der Gerichtetheit von mentalen Zuständen. Damit ist gemeint, dass sich mentale Zustände auf Sachverhalte in der Welt beziehen, so bezieht sich etwa der Gedanke, dass Napoleon ein Politiker war, auf den Sachverhalt, dass Napoleon ein Politiker war. Nur durch diese Form der Bezugnahme können Gedanken wahr oder falsch sein: Bezieht sich der Gedanke auf einen bestehenden Sachverhalt, so ist er wahr. Besteht der Sachverhalt nicht (etwa beim Gedanken, dass Napoleon ein Riese war), so ist der Gedanke falsch.
In seinem 1983 veröffentlichten Buch Intentionality (dt. 1987) rückt Searle, den Werken von Paul Grice und anderen folgend, das Phänomen der Intentionalität in das Zentrum seiner Aufmerksamkeit. Auch in Sprechakten, so Searle, spielt Intentionalität eine zentrale Rolle, da Sprechhandlungen ohne die intentionale Bezugnahme der Kommunikationsteilnehmer keine Bedeutung haben könnten. Würden die Äußerungen der Sprecher durch einen Zufall im Universum ohne intentionalen Verursacher entstehen, so wären dies nur Schallwellen ohne Bedeutung. Intentionalität ist also eine notwendige Bedingung für Bedeutung und gleichzeitig nur bestimmten Lebewesen gegeben.
Die Debatte um Intentionalität ist in den letzten 20 Jahren insbesondere durch die Frage nach dem Reduktionismus dominiert worden. Reduktionisten vertreten die These, dass sich alle Phänomene letztlich durch eine naturwissenschaftliche Beschreibung erklären lassen. Die reduktionistische These schließt auch das Bewusstsein und die Intentionalität mit ein. Searle hat sich stark gegen reduktionistische Bemühungen gewandt: Zum einen hat er kritisiert, Computern oder Robotern Intentionalität zuzuschreiben. Derartige Ansprüche sind nach Searle grundsätzlich verfehlt. Zum anderen versucht Searle, intentionale Zustände so eng an das Erleben (Qualia) zu binden, dass sich die vermutete Irreduzibilität von Erlebniszuständen auf intentionale Zustände überträgt.

#### Künstliche Intelligenz
Das korrekte Verständnis des Phänomens der Intentionalität hat Auswirkungen auf die Grundlagentheorie der künstlichen Intelligenz (KI). Der Computerpionier Alan Turing formulierte 1950 den Turing-Test als Antwort auf die Frage, ob Maschinen denken können. Laut Turing kann ein Computer genau dann denken, wenn er in einem schriftlichen Gespräch (einem Chat) einen Menschen darüber täuschen kann, dass er kein Mensch ist. Laut Searle reicht dieser Turing-Test nicht aus, um einem Computer Gedanken zusprechen zu können. Ein solcher Computer würde sich laut Searle nur einem Menschen entsprechend verhalten, selbst jedoch nichts meinen oder denken. Für derartige mentale Prozesse ist laut Searle Intentionalität notwendig, die über das Verhalten hinausgeht. Um diese kritische Perspektive zu stützen, hat Searle ein Argument entwickelt, das die Verfehltheit des Turing-Tests beweisen soll. Dieses unter dem Namen chinesisches Zimmer bekanntgewordene Gedankenexperiment beginnt mit der Annahme einer Bibliothek. In dieser Bibliothek sitzt eine Person, die Zettel mit chinesischen Schriftzeichen gereicht bekommt. Die Person versteht kein Chinesisch. Allerdings stehen in den Büchern der Bibliothek Transformationsregeln: Die Person sucht in den Büchern nach der Zeichenfolge auf dem Zettel und schreibt die neue, im Buch angegebene Zeichenfolge auf einen neuen Zettel auf. Diesen gibt sie nun aus der Bibliothek heraus. Der Witz an dem Gedankenexperiment ist, dass in den Büchern zu den eingehenden chinesischen Sätzen passende, andere chinesische Sätze zugeordnet sind. Für einen chinesischen Beobachter außerhalb der Bibliothek entsteht so der Eindruck einer richtigen Kommunikation: Auf Zetteln, die in die Bibliothek gereicht werden, stehen korrekte chinesische Sätze, etwa Fragen. Auf den Zetteln, die aus der Bibliothek gereicht werden, stehen passende chinesische Sätze, etwa die Antworten auf die Fragen. Das chinesische Zimmer würde daher den Turing-Test bestehen.
Dennoch versteht niemand in der Bibliothek Chinesisch, weder die Person noch die Bibliothek. Auch Bibliothek und Person zusammen verstehen Searle zufolge kein Chinesisch. Nach Searle zeigt dies, dass das Bestehen des Turing-Tests nicht ausreicht, um Sprache zu verstehen. Ein Computer mache im Prinzip nichts anderes als das chinesische Zimmer: Er transformiere Zeichenfolgen nach gegebenen, rein syntaktischen Regeln in neue Zeichenfolgen, ohne ihre Semantik zu verstehen. Doch wenn dies im Falle des chinesischen Zimmers nicht hinreichend für Gedanken sei, so sei auch nicht absehbar, wie jemals ein denkender Computer entstehen sollte.
Searle zieht aus seinem Gedankenexperiment die Konsequenz, dass zwischen einer schwachen und einer starken KI unterschieden werden müsse. Die schwache KI versucht menschliches Verhalten zu simulieren und Probleme zu lösen, die von Menschen nur mittels Intelligenz zu bewältigen sind. Ein solches Projekt ist nach Searle vollkommen legitim. Die starke KI möchte hingegen denkende Computer bauen. Vertreter der künstlichen Intelligenz haben auf dieses Argument, wenn überhaupt, verschieden reagiert. Manche Forscher beschränken sich auf die schwache KI. Andere weisen Searles Gedankenexperiment zurück. Manche erklären etwa, dass das chinesische Zimmer als Gesamtsystem tatsächlich Chinesisch verstehen würde. Gegenläufige Intuition beruhe darauf, dass man sich die Komplexität eines derartigen Systems nicht klarmache.

#### Theorie des Bewusstseins
Infolge seiner Arbeiten zur Intentionalität und zur künstlichen Intelligenz hat sich Searle auch zunehmend um eine allgemeine Theorie des Bewusstseins bemüht. Zum einen sieht er sich in der Tradition des Naturalismus und behauptet, dass das Bewusstsein als ein ganz normales, biologisches Phänomen zu betrachten sei. Zugleich ist Searle ein scharfer Kritiker des Reduktionismus und erklärt, dass der subjektiven Erlebnisperspektive nie durch eine naturwissenschaftliche Beschreibung beizukommen sei. Aufgrund seiner naturalistischen Überzeugungen möchte sich Searle von dualistischen Philosophen absetzen, die im Bewusstsein ein immaterielles Phänomen sehen. Seine antireduktionistische Ausrichtung verbietet jedoch gleichzeitig eine Identifikation von mentalen Zuständen mit neuronalen Prozessen. Searle versucht diesem Dilemma zu entgehen, indem er erklärt, dass mentale Zustände von biologischen Zuständen verursacht seien.
Nun ist die kausale Interaktion von Geist und Gehirn jedoch ein typisches Element dualistischer Theorien, schon René Descartes behauptete, dass die biologischen Prozesse an einer bestimmten Stelle im Gehirn (Zirbeldrüse) auf den Geist einwirken. Searle möchte sich von derartigen Theorien absetzen und erklärt, dass man im Falle des Bewusstseins von einer anderen Form der Verursachung auszugehen habe. Bewusstsein sei eine höherstufige Eigenschaft komplexer biologischer Systeme und keine immaterielle Entität. Gleichzeitig weist Searle jedoch epiphänomenalistische Auffassungen scharf zurück und bezeichnet sich als Vertreter des naiven Realismus.
Eine derartige Position ist attraktiv, da sie die Probleme von Dualismus und Physikalismus zu umgehen verspricht. Trotz dieser Attraktivität wird oft eingewandt, dass sich Searles biologischer Naturalismus nicht mit seinem Antireduktionismus kohärent zusammenbringen lässt. Wenn Bewusstsein – wie Searle behauptet – ein unproblematisches biologisches Phänomen ist, dann sei unverständlich, wie das Bewusstsein eine subjektive Komponente haben kann, die durch die Biologie nicht erfassbar ist.

#### Kritiker
An Kritikern ist unter anderem Hubert Dreyfus zu erwähnen. Dreyfus hat sich in den USA besonders mit der Rezeption des heideggerschen Werks beschäftigt. Er stellt einer „Husserl-searleschen“ Traditionslinie und ihrem Verständnis von Intentionalität Heideggers Konzept der Welt und des In-der-Welt-Seins gegenüber.
Martin Heidegger hatte in Sein und Zeit zu zeigen versucht, dass das Dasein (der Mensch) niemals ein weltloses Subjekt ist, gleichsam selbstgenügsam, welches erst anschließend seinen Geist auf die Dinge in der Welt richtet. Heidegger verdeutlicht dies vor allem dadurch, dass er den Primat der Praxis gegenüber der Theorie betont: Der Mensch hat zunächst einen Umgang mit den Dingen, indem er sie handhabt und gebraucht; erst unter bestimmten Umständen bildet er überhaupt ein Bewusstsein dieses Selbstverständnisses aus. Dreyfus gibt hierzu folgendes Beispiel: Wenn wir einen Raum verlassen, dann betätigen wir ganz selbstverständlich die Türklinke, öffnen die Tür und gehen nach draußen. Erst wenn einmal die Türklinke kaputt ist (Heidegger bezeichnet einen solchen Fall als „defizienten Modus der Zuhandenheit“), dann werden wir uns darüber bewusst, dass wir versuchen hinauszukommen. Erst in einer solchen Situation also zerfällt für uns die Welt in ein intentionales Subjekt (mit dem Wunsch hinauszukommen) und ein Objekt (die defekte Türklinke). Hierauf erst baut sich dann eine Theorie des Geistes auf, der sich auf Dinge in der Welt richtet. Dreyfus betont, dass Heidegger nicht sagen würde, was Searle konstatiert, sei falsch, jedoch erhebt Heidegger den Anspruch, ein ursprünglicheres Phänomen zu untersuchen.
Weiterhin stellt Dreyfus Searles Konzept des Verstehens-Hintergrunds das heideggersche In-der-Welt-sein entgegen. Zwar geht auch Searle davon aus, dass wir, um mit Dingen entsprechend umzugehen, einen Verstehens-Hintergrund brauchen, dieser ist bei Searle jedoch wieder nur ein mentaler Inhalt. Aus der Perspektive Heideggers würde dies nicht das Problem lösen, wie sich der mentale Verstehens-Hintergrund wiederum auf die Welt bezieht. Dementgegen möchte Heidegger radikal mit solchen Strukturen brechen, indem er Welt und Dasein gleichsam in eins setzt: Dasein hat immer schon Welt – anders gesagt: die Welt ist nur, wenn auch Dasein ist. Der Unterschied liegt hier vor allem darin, dass Heidegger ein ontologisches Konzept vertritt.
In dem Paper Limits of Phenomenology bezieht Searle Stellung zur Kritik Dreyfus’. Er verweist darauf, dass diese in erster Linie Missverständnissen gegenüber seiner Philosophie geschuldet ist, etwa dass diese sich weder in eine husserlsche Tradition einreiht, noch dass seine Untersuchung der Intentionalität von einem selbstgenügsamen Subjekt ausgeht, dem sich ein unabhängiges Objekt gegenüberstellt. Ebenso wenig stellen selbstverständliche Handlungen, von denen man sich kein direktes Bewusstsein bildet, unbewusste, d. h. nicht-intentionale Handlungen dar. So wird ein Tennisspieler, der gefragt wird, was er gerade getan hat, präzise und selbstbewusst erklären können, dass er Tennis gespielt hat, auch wenn er während des Spielens an etwas anderes gedacht hat.
Searle geht noch weiter, indem er der Phänomenologie im Allgemeinen und Heideggers Gebrauch derselben im Besonderen vorwirft, als philosophische Methode beträchtliche Schwächen aufzuweisen. Indem die Phänomenologie nur danach fragt, wie etwas für den Handelnden erscheint, bleibt sie frühzeitig stehen, anstatt das Phänomen weiter zu untersuchen, wodurch sie Fragen, die die logische Analyse aufwirft, schlicht ignoriert. Heidegger wird darüber hinaus eine systematische Doppeldeutigkeit zwischen Phänomenologie und Ontologie vorgeworfen, die zu Widersprüchen hinsichtlich der Realität der Welt führt.

### Weitere Themen

#### Die Konstruktion sozialer Wirklichkeiten
Searle beschreibt das zentrale Thema seiner Ontologie sozialer Phänomene wie folgt:
„Ein rätselhaftes Phänomen der sozialen Wirklichkeit ist die Tatsache, dass sie nur existiert, weil wir denken, dass sie existiert. Es ist ein objektives Faktum, dass das Stück Papier in meiner Hand ein 20-Dollar-Schein ist, dass ich ein Bürger der Vereinigten Staaten bin oder dass Giants die Athletics im gestrigen Baseballspiel 3-2 besiegt haben. All dies sind objektive Fakten in dem Sinne, dass sie nicht von meiner Meinung abhängen. Wenn ich das Gegenteil glaube, liege ich einfach falsch. Aber diese objektiven Fakten existieren nur durch eine gemeinsame Akzeptanz oder Anerkennung.“
Searles Ziel ist es, zu verstehen, wie objektive Fakten in der Welt abhängig von menschlicher Anerkennung sein können und wie derartige Fakten überhaupt entstehen. Er bedient sich bei der Erklärung der philosophischen Werkzeuge, die er in der Sprachphilosophie und der Philosophie des Geistes entwickelt hat. Insbesondere die Begriffe der Intentionalität und der konstitutiven Regel kommen in Searles Philosophie der Gesellschaft an zentraler Stelle erneut vor. Searle beansprucht, die Konstruktion sozialer Wirklichkeiten durch drei grundlegende Prozesse erklären zu können:
1. Kollektive Intentionalität: Die Fähigkeit zu kooperativem Verhalten und gemeinsamer Absicht. Beispiele: Ein Instrument spielen als Teil eines Orchesters, Fußball spielen als Teil eines Teams.
2. Zuschreibung von Funktionen: Einer Entität eine Funktion zuschreiben, die sie nicht von selbst hat. Beispiele: einem Baumstumpf die Funktion des Stuhls zuschreiben, Stein als Hammer.
3. Konstitutive Regeln: Im Gegensatz zu regulativen Regeln ermöglichen konstitutive Regeln erst das Verhalten, das sie regeln. Konstitutive Regeln ergeben sich in einer Gemeinschaft aus dem Zusammenspiel von kollektiver Intentionalität und der Zuschreibung von Funktionen: Man kann einem Objekt eine Funktion zuschreiben, die nicht auf physischen Eigenschaften beruht, sondern auf dem gemeinsamen Anerkennen des Objekts als etwas anderes. Beispiel: Eine Mauer kann aufgrund ihrer physischen Eigenschaften die Funktion einer Grenze zugeschrieben werden. Man kann aber auch einer Linie diese Funktion zuschreiben, wenn die Gemeinschaft die Linie als Grenze anerkennt. Die Grenze wäre somit erst durch eine soziale Regel konstituiert.

#### Realismus und Relativismus
Die zentrale Rolle des Konstruktionsbegriffs in Searles Ontologie sozialer Phänomene lässt vermuten, dass man ihn auch im Allgemeinen als einen Konstruktivisten bezeichnen kann. Dies trifft allerdings nicht zu, Searle möchte konstruktivistische Thesen auf den Bereich der sozialen Realität beschränkt wissen. Entscheidend ist hier Searles Unterscheidung zwischen beobachterabhängigen und beobachterunabhängigen Phänomenen. Die soziale Welt besteht aus beobachterabhängigen Phänomenen, weswegen man von der Konstruktion sozialer Realitäten sprechen kann. Demgegenüber beschreiben die Naturwissenschaften beobachterunabhängige Phänomene, die folglich auch nicht konstruiert sind.
Diese kritische Einstellung gegenüber generell konstruktivistischen Positionen verweist auf eine allgemeine philosophische Position, für die sich Searle in den letzten Jahren starkgemacht hat: Searle versucht traditionelle und starke Lesarten der Begriffe der Wahrheit, Realität und Rationalität gegen relativierende philosophische Strömungen zu verteidigen. Dabei hält er einige Formen des realen oder vermeintlichen Relativismus von Autoren wie Richard Rorty oder Jacques Derrida für nicht nur philosophisch unplausibel, sondern auch für politisch gefährlich, während er andere Formen – wie etwa den Begriffsrelativismus – explizit verteidigt. Philosophisch argumentiert Searle insbesondere, dass ohne unsere traditionellen Begriffe der Wahrheit, Realität und Rationalität unsere sprachlichen Praktiken gar nicht verständlich seien. Rorty hat dieser transzendentalen Argumentation Folgendes entgegengesetzt:
„Wo Searle Bedingungen der Verständlichkeit oder Voraussetzungen erblickt, sehe ich rhetorische Schnörkel, die den Anwendern der betreffenden Praktiken das Gefühl vermitteln sollen, dass sie loyal an einer gewaltigen und starken Sache festhalten, nämlich am inneren Wesen der Realität.“

## Schriften
- Speech Acts: An Essay in the Philosophy of Language. Cambridge University, London 1969.
  - deutsch: Sprechakte: Ein sprachphilosophischer Essay. Übersetzt von R. und R. Wiggershaus. Suhrkamp, Frankfurt a. M. 1971.
- Hrsg.: The Philosophy of Language. Oxford University, London 1971, ISBN 0-19-875015-3.
- A Taxonomy of Illocutionary Acts. Laut, Trier 1976.
- Expression and Meaning: Studies in the Theory of Speech Acts. Cambridge University Press, Cambridge 1979, ISBN 0-521-22901-4.
  - Dt. Übersetzung von Andreas Kemmerling: Ausdruck und Bedeutung: Untersuchungen zur Sprechakttheorie. Frankfurt a. M.: Suhrkamp 1982, ISBN 3-518-27949-1.
- Speech Act Theory and Pragmatics. Reidel, Dordrecht 1980, ISBN 90-277-1043-0.
- Intentionality: An Essay in the Philosophy of Mind. Cambridge University Press, Cambridge 1983, ISBN 0-521-22895-6.
  - Dt. Übersetzung: Intentionalität: Eine Abhandlung zur Philosophie des Geistes. Suhrkamp, Frankfurt a. M. 1987, ISBN 3-518-57814-6.
- Minds, Brains and Science. Harvard University Press, Cambridge 1984, ISBN 0-674-57631-4.
  - Dt. Übersetzung von Harvey P. Gavagai: Geist, Hirn und Wissenschaft. Suhrkamp, Frankfurt 1984. ISBN 978-3-518-28191-8.
- mit Daniel Vanderveken: Foundations of Illocutionary Logic. Cambridge University Press, Cambridge 1985, ISBN 0-521-26324-7.
- The Rediscovery of the Mind. Cambridge: MIT Press 1992, ISBN 0-262-69154-X.
  - Dt. Übersetzung von Harvey P. Gavagai: Die Wiederentdeckung des Geistes. Artemis und Winkler, München 1993, ISBN 3-7608-1944-3.
- Rationalität und Realismus oder Was auf dem Spiel steht. In: Merkur. Deutsche Zeitschrift für europäisches Denken. 48. Jahrgang – Heft 542. Mai 1994 (online-merkur.de).
- The Construction of Social Reality. Free Press, New York 1995, ISBN 0-02-928045-1.
  - Dt. Übersetzung: Die Konstruktion der gesellschaftlichen Wirklichkeit: Zur Ontologie sozialer Tatsachen. Rowohlt, Reinbek 1997, ISBN 3-499-55587-5.
- Mind, Language and Society: Philosophy in the Real World. Basic Books, Philadelphia 1997, ISBN 0-465-04521-9.
  - Dt. Übers. von Harvey P. Gavagai: Geist, Sprache und Gesellschaft. Philosophie in der wirklichen Welt. Suhrkamp, Frankfurt 2004, ISBN 3-518-29270-6.
- The Mystery of Consciousness. Granta Books, London 1997, ISBN 1-86207-074-1.
- Rationality in Action. MIT Press, Cambridge 2001, ISBN 0-262-19463-5.
- Consciousness and Language. Cambridge University Press, Cambridge 2002, ISBN 0-521-59237-2.
- Freiheit und Neurobiologie. Suhrkamp Verlag, Frankfurt a. M. 2004, ISBN 3-518-58398-0.
- Mind: A Brief Introduction. Oxford University Press, New York 2004, ISBN 0-19-515733-8.
  - Dt. Übers. von Sibylle Salewski: Geist: Eine Einführung. Suhrkamp Verlag, Frankfurt a. M. 2006, ISBN 3-518-58472-3.
- mit Max Bennett, Peter Hacker und Daniel Dennett: Neuroscience and Philosophy. Brain, Mind and Language. Columbia Univ. Press, New York 2007, ISBN 0-231-14044-4[21]
  - Neurowissenschaft und Philosophie. Gehirn, Geist und Sprache. (Einleitung und Schlussbetrachtung von Daniel Robinson, Übersetzung von Joachim Schulte) Suhrkamp, Berlin 2010,[22] ISBN 978-3-518-58542-9
- Making the Social World. The Structure of Human Civilization. Oxford University Press, Oxford 2010.
  - Dt. Übers. von Joachim Schulte: Wie wir die soziale Welt machen: Die Struktur der menschlichen Zivilisation, Suhrkamp, Berlin 2012, ISBN 3-518-58578-9.[23]
- Seeing Things as They Are: A Theory of Perception. Oxford University Press, New York 2015, ISBN 978-0-19-938515-7.

## Sekundärliteratur
- Jacques Derrida: Limited Inc. Passagen Verlag, Wien 2001, ISBN 3-85165-055-7.
- Friedrich Christoph Doerge: Illocutionary Acts – Austin’s Account and What Searle Made Out of It. Tübingen University, Tübingen (download).
- Nick Fotion: John Searle. Acumen, Teddington 2000, ISBN 1-902683-08-0.
- Michael Kober, Jan G. Michel: John Searle. mentis, Paderborn 2011, ISBN 978-3-89785-509-0.
- David Koepsell, Laurence S. Moss (Hrsg.): John Searle’s Ideas about Social Reality: Extensions, Criticisms and Reconstructions. Blackwell, Malden, MA. 2003, ISBN 1-4051-1258-1.
- Matthias Ohler: Sprache und ihre Begründung. Wittgenstein contra Searle. janus, Köln 1988, ISBN 3-938076-24-0.
- John Preston, Mark Bishop (Hrsg.): Views into the Chinese Room: New Essays on Searle and Artificial Intelligence. Clarendon Press, Oxford 2002, ISBN 0-19-925277-7.
- Stephen R. Schiffer: Meaning. Oxford University Press, Oxford 1973, ISBN 0-19-824367-7.
- Barry Smith (Hrsg.): John Searle. Cambridge University Press, Cambridge 2003, ISBN 0-521-79288-6.
- Dirk Franken, Attila Karakus & Jan G. Michel (Hrsg.): John R. Searle: Thinking about the Real World. ontos, Frankfurt 2010, ISBN 978-3-86838-096-5.